# Juan Roberto Zavala Treviño
Juan Roberto Zavala Treviño. Catedrático e historiador mexicano. Nació en Monterrey, Nuevo León, México, el 13 de mayo de 1940. Se ha desempeñado en cargos dentro de la administración pública, tanto a nivel estatal como federal. Es Licenciado en Ciencias Jurídicas por la Universidad Autónoma de Nuevo León (UANL). En 1969 obtuvo el Premio Nacional Alfonso Reyes, en un concurso convocado por la Capilla Alfonsina, el Gobierno del Estado de Nuevo León. y la Escuela Normal Superior del Estado; el año 2000 la Sociedad Nuevoleonesa de Historia, Geografía y Estadística le otorgó la Medalla al Mérito Histórico "Capitán Alonso de León" y en 2012 Periodistas de Nuevo León AC le confirió el Premio de Periodismo “Francisco Cerda Muños”, en la categoría de Periodismo Científico.
Además de catedrático en la Facultad de Comunicación de la UANL y en la Escuela Normal Superior "Profr. Moisés Sáenz Garza", ha sido Secretario General de la Dirección de Investigaciones Humanísticas y Secretario Particular de la Rectoría de la UANL; Director del diario Universidad; Jefe de Programas Educativos del Consejo Nacional de Fomento Educativo (CONAFE); director de Educación Superior del Gobierno del Estado de Nuevo León; asesor del subsecretario de Educación Superior (nivel federal); director general de los Servicios Coordinados de Educación Pública en Nuevo León (nivel federal); jefe de Créditos del Instituto del Fondo Nacional de la Vivienda para los Trabajadores (INFONAVIT) en Nuevo León; de 2004 a 2012 Director de Cultura Científica en la Coordinación de Ciencia y Tecnología de Nuevo León (COCYTE) Y Subdirector de la Revista Ciencia Conocimiento Tecnología y a partir de 2013,  Coordinador Editorial de la Revista CONOCIMIENTO UANL.

## Es autor de las siguientes obras
- “La Historia en Alfonso Reyes”,(1978). UANL.
- “Historia del la Educación Superior en Nuevo León”,(1990, 1996 y 2008). Gobierno del Estado de Nuevo León / UANL.
- “Leyendas y realidades de la educación en Nuevo León”, (1990).SEP/Gobierno del Estado de Nuevo León.
- “Pasajes de la Historia. Episodios poco conocidos”, (1992). UANL.
- “Nuevo León en pocas palabras”, (1993). Oficio Ediciones.
- “Los Presidentes en la Historia de México”, (1995). UANL.
- “La Vivienda en la Historia de Nuevo León. Siglos XVII, XVIII y XIX”, (1996).INFONAVIT.
- “Diccionario Biográfico de Constructores de Monterrey”, (2003). Cámara Mexicana de la Industria de la Construcción. CMIC.
- “Mesones y Hoteles en la Historia de Nuevo León”, (1994 y 2004). Asociación Mexicana de Hoteles y Moteles A.C.
- "Científicos y Tecnólogos de Nuevo León. Diccionario Biográfico",(2005 y 2009). Consejo de Ciencia y Tecnología de Nuevo León. COCYTE.
- "Reconocimiento. A personajes nuestros", (2009). Colegio de Estudios Científicos y Tecnológicos del Estado de Nuevo León. CECyTENL.
- "Apuntes sobre la  Historia de la Corrupción",(2013). UANL.

## Algunos artículos y capítulos en libros
- “Breves apuntes sobre la historia de la corrupción” en la revista Ciencia. Conocimiento. Tecnología (2012).
- “La educación superior en Nuevo León”, en La Enciclopedia de Monterrey (2008).
- “Alfonso Reyes en la Historia”, en Por los senderos de la historia (2006).
- “Israel Cavazos Garza, un espíritu selecto”, en Israel Cavazos Garza, una vida con historia (2003).
- “Hombre culto, amable” en Celso Garza Guajardo: haciendo historia (1996).
- “Don José P. Saldaña”, En el marco de la historia (1982).